# Giovanni VIII Paleologo
Giovanni VIII Paleologo (in greco Ιωάννης Η' Παλαιολόγος?, Iōannēs VIII Palaiologos; Costantinopoli, 18 dicembre 1392 – Costantinopoli, 31 ottobre 1448) è stato un imperatore bizantino.
Fu basileus dei Romei dal 21 luglio 1425 fino alla sua morte.

## Biografia

### Gioventù
Giovanni era figlio primogenito di Manuele II Paleologo e di Elena Dragaš. Il nonno materno di Giovanni era il principe serbo Costantino Dragaš. I suoi fratelli erano 
Costantino Paleologo (che gli succederà), Teodoro II Paleologo, Demetrio Paleologo e Tommaso Paleologo che furono despoti della Morea, e Andronico Paleologo, che fu despota di Tessalonica. Fu associato al trono dal padre nel 1421. Nei confronti degli ottomani assunse un atteggiamento prudente e nel 1423 resistette ad un assedio su Costantinopoli, condotto dal sultano Murad II. Giovanni salì al trono alla morte del padre, il 21 luglio del 1425.

### Il regno
Per ottenere aiuti contro l'espansione ottomana si avvicinò al papato e manifestò il suo consenso all'unione della Chiesa ortodossa con la Chiesa cattolica. Nel 1438 e 1439 partecipò al Concilio di Ferrara e Firenze convocato da Papa Eugenio IV. In questa missione venne accompagnato da un seguito di 700 persone, di cui facevano parte i più illustri ecclesiastici e studiosi del tempo nell'impero, tra i quali:
- l'arcivescovo di Nicea Giovanni Bessarione;
- Giorgio Scolario, che poi divenne Patriarca Gennadio II;
- Giorgio Gemisto Pletone, un filosofo neoplatonico molto influente tra gli accademici italiani e tra tutti gli studiosi che in quegli anni stavano ponendo le basi del Rinascimento.

Al concilio di Ferrara era presente anche Pisanello, artista italiano.

L'impero bizantino alla morte di Giovanni VIII Paleologo.

Quando l'imperatore entrò a Firenze, la popolazione restò strabiliata, affascinata dal suo modo di vestire. Giovanni condizionò la moda fiorentina per oltre un secolo, pur non essendo amato dalla popolazione, che lo considerava una persona cattiva e sarcastica, semplicemente perché era un bizantino.
L'unione delle due chiese venne proclamata alla conclusione del concilio, ma tra il clero cattolico e quello ortodosso permase l'atavica diffidenza reciproca. Da un punto di vista militare, l'unione ebbe invece conseguenze apprezzabili. In aiuto di Costantinopoli furono inviate truppe occidentali al comando del re di Polonia e Ungheria Ladislao III Jagellone. Queste però, dopo alcuni successi iniziali, vennero sconfitte nella battaglia di Varna nel 1444 e Giovanni VIII fu costretto a sottomettersi ulteriormente al potere ottomano.
In politica interna Giovanni cercò con ogni mezzo di riorganizzare l'impero e di ridargli prestigio: utilizzò l'oro del palazzo reale per armare un esercito che poi spedì in Morea, istituì imposte doganali e cercò di migliorare le difese dell'Impero costruendo una flotta di 48 galee e promuovendo leve militari per la difesa, licenziando gli infidi mercenari e ci riuscì, ma ormai era troppo tardi. Privo di eredi, alla sua morte gli succedette il fratello Costantino XI Paleologo (1449-1453), che sarà l'ultimo imperatore bizantino, anche se Giovanni fu l'ultimo imperatore ufficiale, in quanto incoronato dal patriarca di Costantinopoli.

## Famiglia
Giovanni VIII si sposò tre volte:
- nel 1414 con Anna di Mosca (1403 – 1417), figlia di Basilio I di Russia (1371 – 1425), e di Sofia di Lituania (1371 – 1453); Anna morì di peste;
- nel 1421 con Sofia Paleologa (1399 – 1477), figlia di Teodoro II del Monferrato e di Giovanna di Bar; nel 1426, non essendo nati figli, Giovanni la ripudiò;
- nel 1427 con Maria Comnena († 1429), figlia di Alessio IV di Trebisonda e di Teodora Cantacuzena († 1426).

Da nessuno dei tre matrimoni nacquero figli.

## Ascendenza
|                         |              |                           | Genitori                  |  |  | Nonni |  |  | Bisnonni                |  |  | Trisnonni            |  |
|                         |              |                           |                           |  |  |       |  |  | Andronico III Paleologo |  |  | Michele IX Paleologo |  |
|                         |              |                           |                           |  |  |       |  |  | Andronico III Paleologo |  |  | Michele IX Paleologo |  |
|                         |              | Rita d'Armenia            |                           |  |  |       |  |  | Andronico III Paleologo |  |  |                      |  |
| Giovanni V Paleologo    |              |                           |                           |  |  |       |  |  | Andronico III Paleologo |  |  |                      |  |
|                         |              | Anna di Savoia            | Amedeo V di Savoia        |  |  |       |  |  |                         |  |  |                      |  |
|                         |              | Anna di Savoia            | Amedeo V di Savoia        |  |  |       |  |  |                         |  |  |                      |  |
|                         |              | Anna di Savoia            | Maria di Brabante         |  |  |       |  |  |                         |  |  |                      |  |
| Manuele II Paleologo    |              | Anna di Savoia            |                           |  |  |       |  |  |                         |  |  |                      |  |
|                         |              | Giovanni VI Cantacuzeno   | Michele Cantacuzeno       |  |  |       |  |  |                         |  |  |                      |  |
|                         |              | Giovanni VI Cantacuzeno   | Michele Cantacuzeno       |  |  |       |  |  |                         |  |  |                      |  |
|                         |              | Giovanni VI Cantacuzeno   | Angela Cantacuzena        |  |  |       |  |  |                         |  |  |                      |  |
| Elena Cantacuzena       |              | Giovanni VI Cantacuzeno   |                           |  |  |       |  |  |                         |  |  |                      |  |
|                         |              | Irene Asanina             | Andronico Asen            |  |  |       |  |  |                         |  |  |                      |  |
|                         |              | Irene Asanina             | Andronico Asen            |  |  |       |  |  |                         |  |  |                      |  |
|                         |              | Irene Asanina             | Tarchaneiotissa           |  |  |       |  |  |                         |  |  |                      |  |
| Giovanni VIII Paleologo |              | Irene Asanina             |                           |  |  |       |  |  |                         |  |  |                      |  |
|                         | Dejan Dragaš | Dragimir                  |                           |  |  |       |  |  |                         |  |  |                      |  |
|                         | Dejan Dragaš | Dragimir                  |                           |  |  |       |  |  |                         |  |  |                      |  |
|                         | Dejan Dragaš | …                         |                           |  |  |       |  |  |                         |  |  |                      |  |
| Costantino Dragaš       | Dejan Dragaš |                           |                           |  |  |       |  |  |                         |  |  |                      |  |
|                         |              | Teodora di Serbia         | Stefano Uroš III Dečanski |  |  |       |  |  |                         |  |  |                      |  |
|                         |              | Teodora di Serbia         | Stefano Uroš III Dečanski |  |  |       |  |  |                         |  |  |                      |  |
|                         |              | Teodora di Serbia         | Teodora di Bulgaria       |  |  |       |  |  |                         |  |  |                      |  |
| Elena Dragaš            |              | Teodora di Serbia         |                           |  |  |       |  |  |                         |  |  |                      |  |
|                         |              | Alessio III di Trebisonda | Basilio di Trebisonda     |  |  |       |  |  |                         |  |  |                      |  |
|                         |              | Alessio III di Trebisonda | Basilio di Trebisonda     |  |  |       |  |  |                         |  |  |                      |  |
|                         |              | Alessio III di Trebisonda | Irene di Trebisonda       |  |  |       |  |  |                         |  |  |                      |  |
| Eudocia Comnena         |              | Alessio III di Trebisonda |                           |  |  |       |  |  |                         |  |  |                      |  |
|                         |              | Teodora Cantacuzena       | Niceforo Cantacuzeno      |  |  |       |  |  |                         |  |  |                      |  |
|                         |              | Teodora Cantacuzena       | Niceforo Cantacuzeno      |  |  |       |  |  |                         |  |  |                      |  |
|                         |              | Teodora Cantacuzena       | …                         |  |  |       |  |  |                         |  |  |                      |  |
|                         |              | Teodora Cantacuzena       |                           |  |  |       |  |  |                         |  |  |                      |  |

## Galleria d'immagini

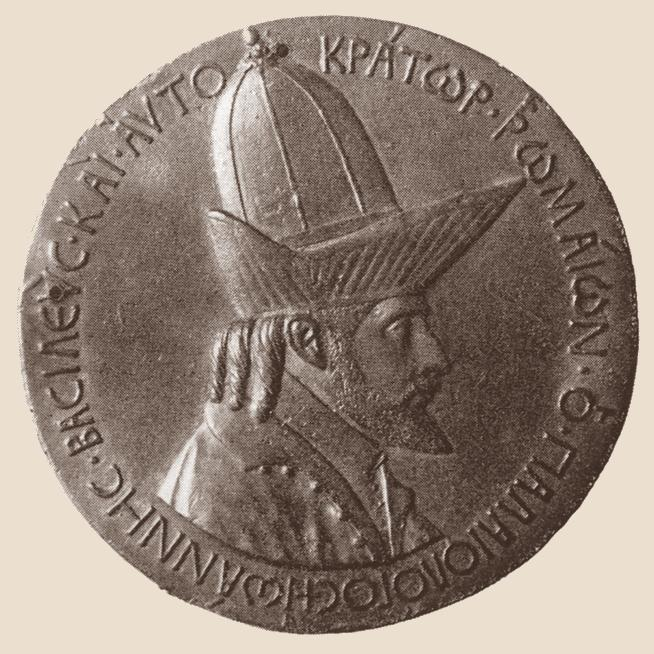
Medaglia commemorativa incisa da Pisanello, rappresentante Giovanni VIII, che ebbe modo di avere questa medaglia, in occasione del concilio tenutesi Ferrara.
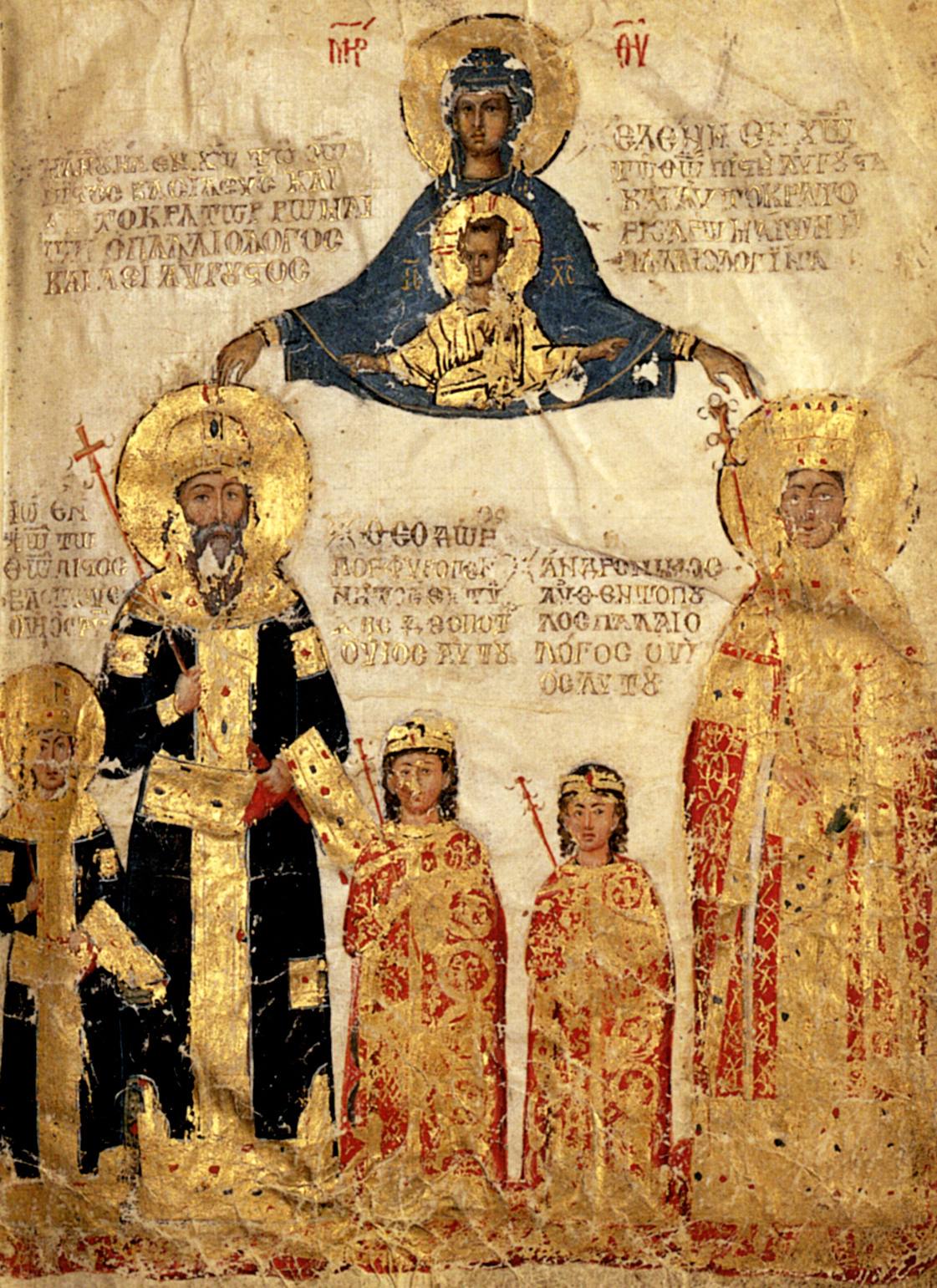
Miniatura prodotta tra il 1403-1404, rappresentante la famiglia imperiale, Manuele II Paleologo con la moglie Elena Dragaš, insieme ai tre figli, da sinistra, Giovanni VIII Paleologo, Teodoro II Paleologo, Andronico Paleologo.
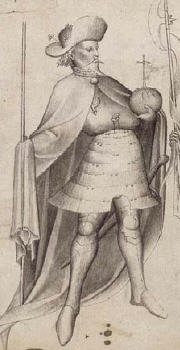
Disegno del 1424 rappresentante Giovanni VIII Paleologo.
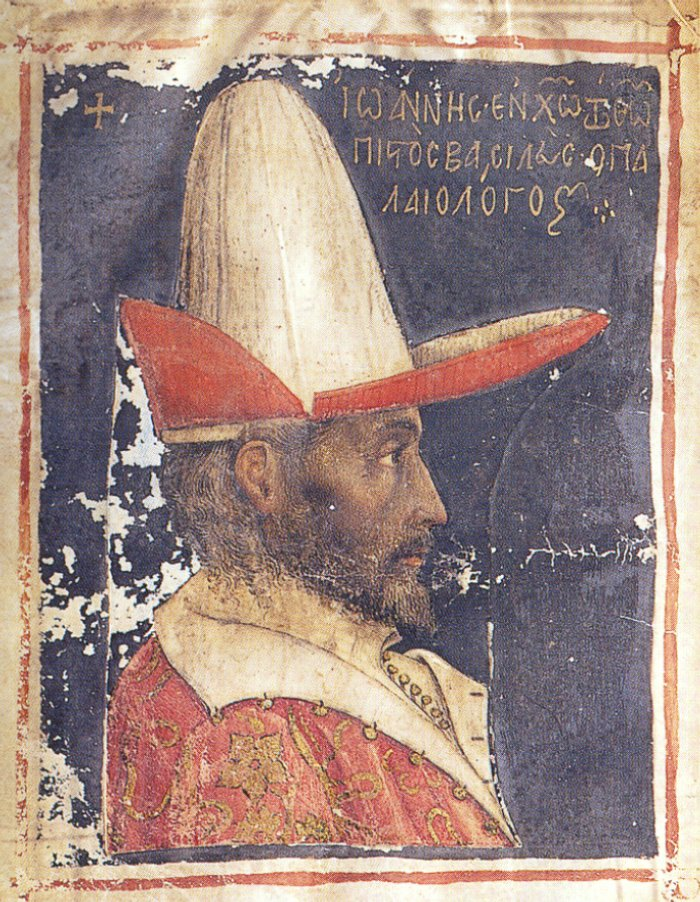
Pergamena del 1440 circa, rappresentante Giovanni VIII Paleologo.
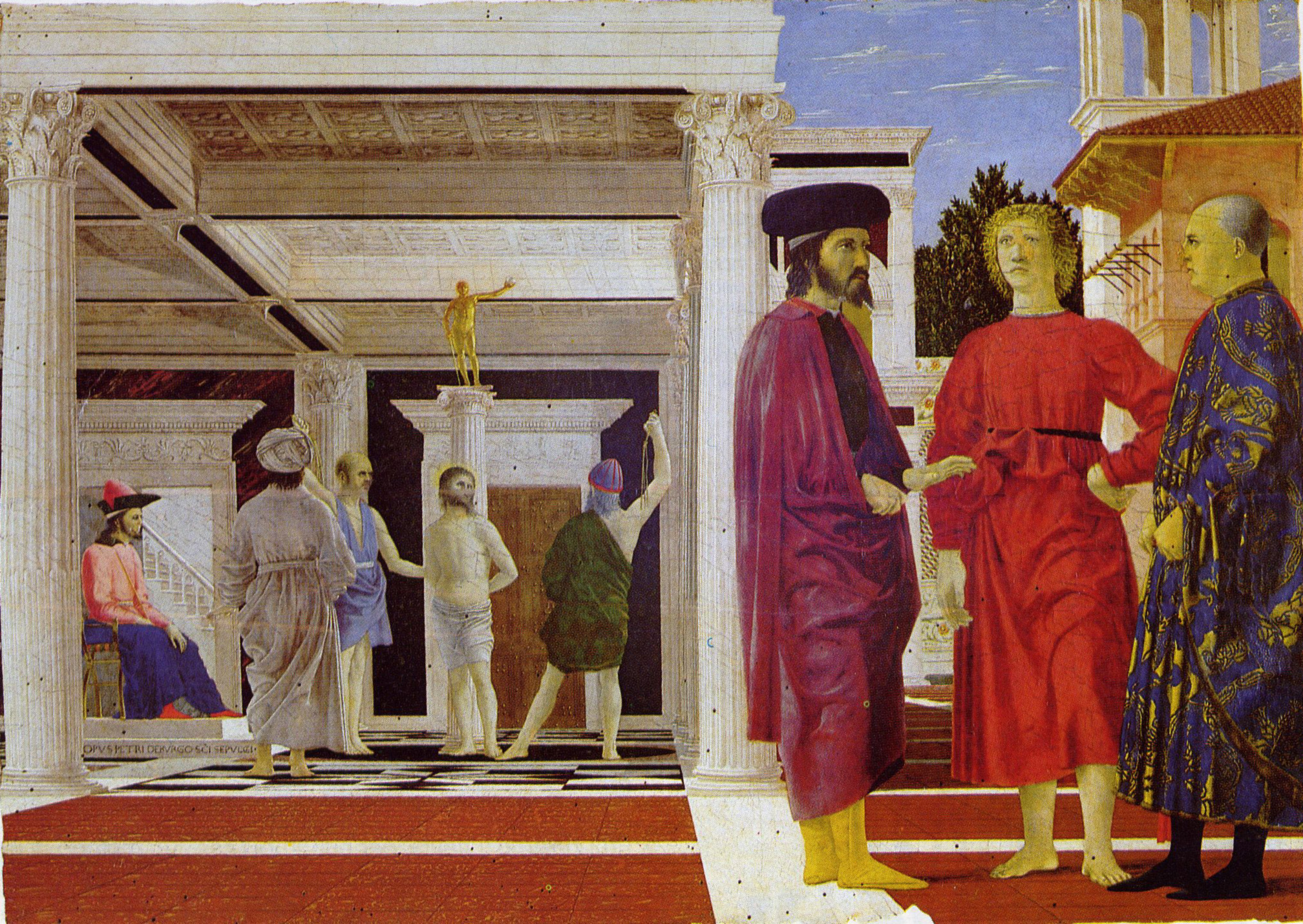
Ritratto di Giovanni VIII Paleologo, nella figura all'estrema sinistra, rappresentato nel dipinto della flagellazione di Cristo, da Piero della Francesca.
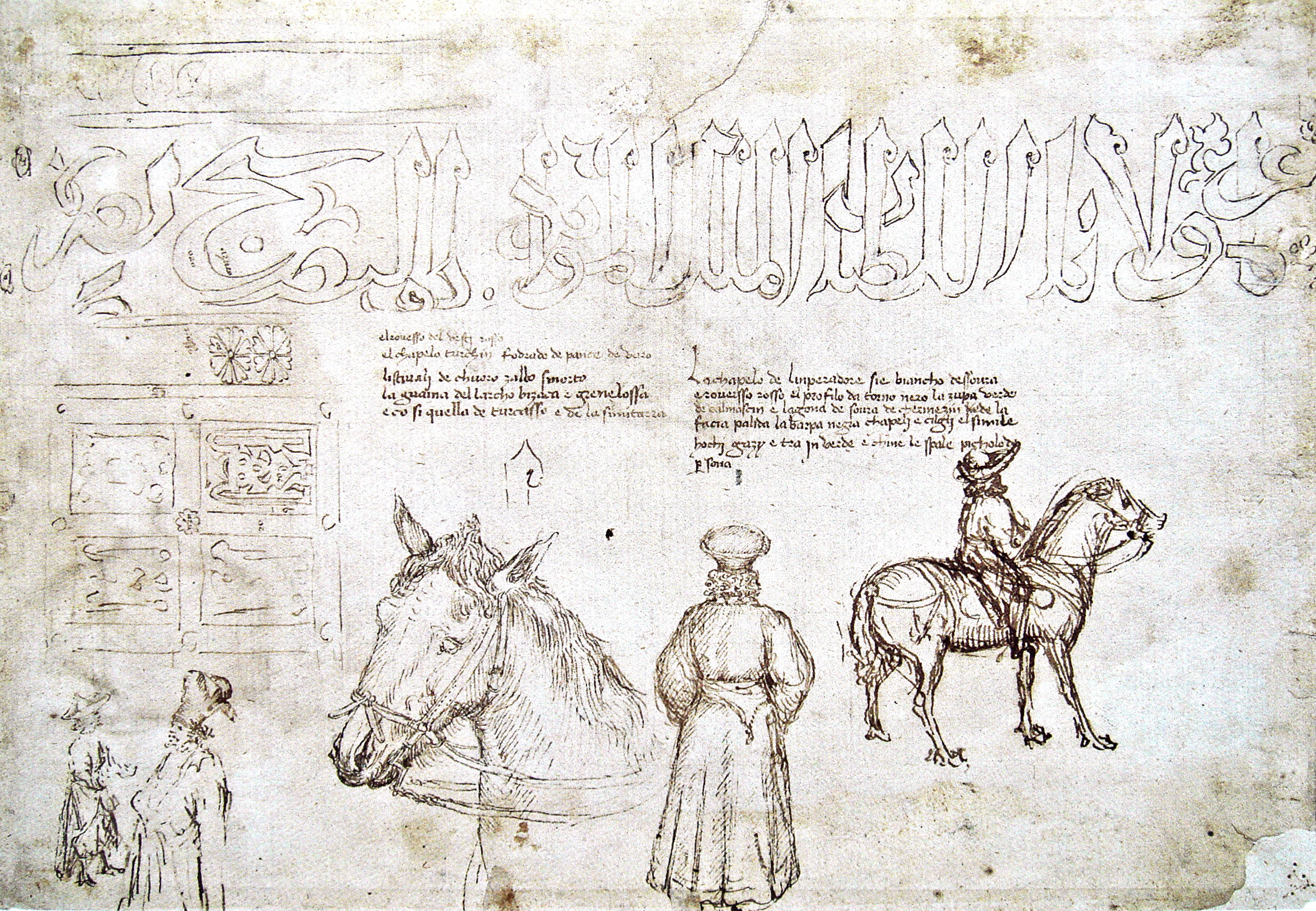
Schizzi di Pisanello nel 1439 su Giovanni VIII Paleologo, durante il concilio di Firenze.
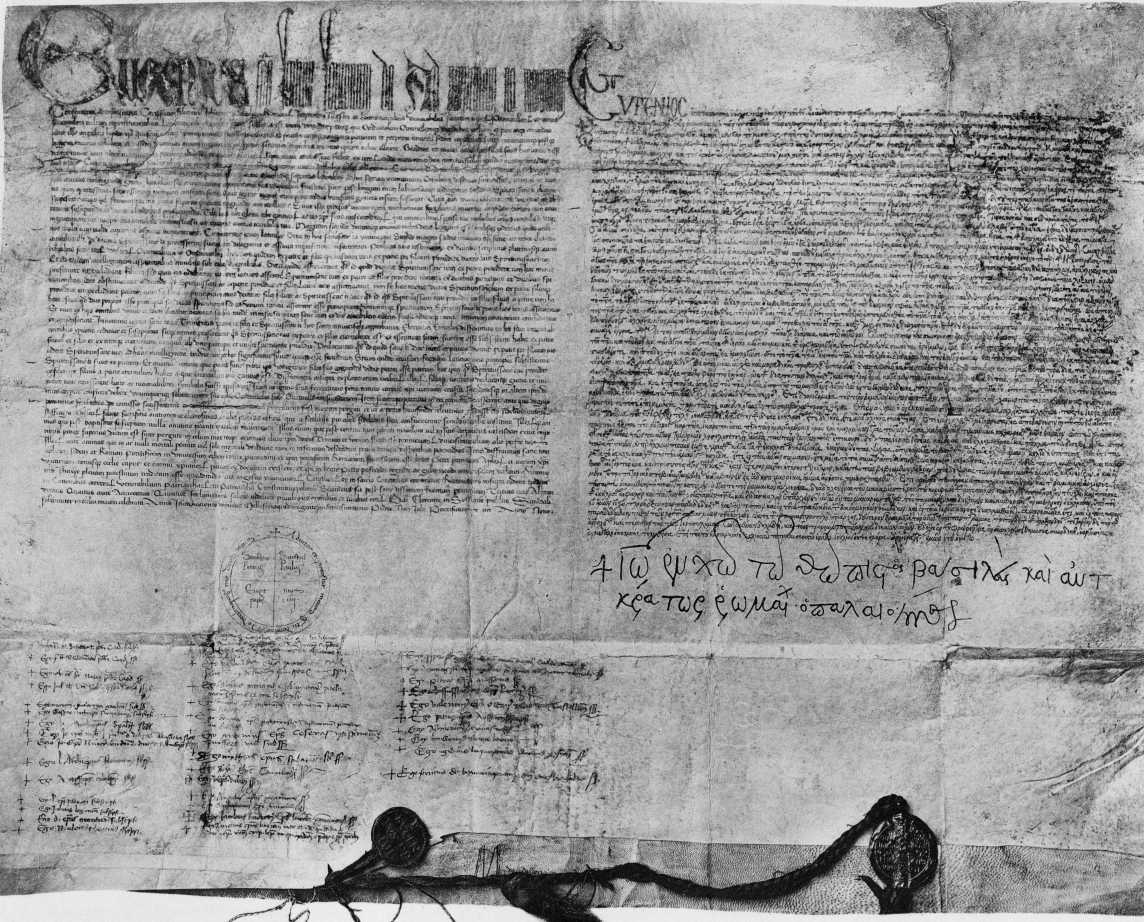
Bolla bilingue del 1439 (conservata nell'Archivio Segreto Vaticano) con la notificazione dell'unione delle due chiese, avvenuta nel concilio di Ferrara e Firenze, alla fine della parte in greco c'è la firma di Giovanni VIII Paleologo in rosso porpora.